# Pipa caixa

Diagrama de
uma pipa caixa.

Uma pipa caixa (em inglês "boxkite") é uma pipa de alta performance capaz de produzir uma sustentação relativamente alta. O desenho típico possui quatro estruturas paralelas. A "caixa" é tornada rígida por estruturas cruzadas na diagonal.
A pipa caixa foi inventada em 1893 por Lawrence Hargrave, um inglês que emigrou para a Austrália, como parte de sua tentativa de desenvolver uma máquina voadora tripulada. Hargrave interligou várias de suas pipas (células de Hargrave), que juntas produziram sustentação suficiente para erguê-lo quase 5 metros acima do solo.
Um desenvolvimento com asas dessa pipa ficou conhecido como Cody kite (pipa de Cody) por ter sido desenvolvida por Samuel Franklin Cody. Usos militares também envolveram uma combinação pipa/rádio transmissor usadas por pilotos em missões "salva-vidas" durante a Segunda Guerra Mundial.